# Sommergarteninsel (Sankt Petersburg)
Die Sommergarteninsel (russisch остров Летний Сад ostrow Letni Sad; wissenschaftliche Transliteration ostrov Letnij Sad) ist eine unbewohnte Flussinsel in Sankt Petersburg, die dem Stadtbezirk Zentralny zugeordnet ist. Die Insel wird vom Sommergarten, von dem sich der Name der Insel ableitet, und den angrenzenden Straßen Palastdamm und Moikaflussdamm eingenommen. Die Sommergarteninsel wird von vier Flüssen bzw. Kanälen umrahmt: der Newa, der Fontanka, dem Schwanenkanal und der Moika (etwa: „Waschstelle“), an der die Kutscher ihre Pferde gewaschen haben sollen.

## Entstehungsgeschichte
Das historische Zentrum von Sankt Petersburg liegt zwischen den Flüssen Newa und Fontanka. Auf diesem Gebiet befanden sich vor der Stadtgründung im Jahr 1703 ursprünglich zwei Inseln. Die Insel zwischen Newa und Moika ist auf schwedischen Karten von 1676 und 1682 mit dem Namen Usadisa (auch finnisch: Usadissa-saari) bezeichnet. Die Insel zwischen der Moika und der Fontanka wurde von den Schweden Peryka-Saari genannt.
Die Insel Ussadiza, auf der heute das historische Zentrum von Sankt Petersburg liegt, wurde in den Jahren von 1715 bis 1720 durch sechs parallel verlaufende Kanäle geteilt, um die Stadt auch über Schiffskanäle verkehrstechnisch zu erschließen. Dabei entstanden der Schwanenkanal, der Rote Kanal, der Winterkanal, der Meisterkanal, der Neue Admiralitätskanal und der Krjukowkanal. Später wurden der Rote Kanal und der Hauptkanal wieder vollständig und der Admiralitätskanal teilweise zugeschüttet. Von den ursprünglich 14 Inseln sind noch 10 erhalten: die Sommergarteninsel, die 1. Admiralitätsinsel, die 2. Admiralitätsinsel, die Insel Neu-Holland, die Neue Admiralitätsinsel, die Matissowinsel, die Kolomnainsel, die Kasaninsel, die Erlöserinsel und die Mariä-Schutz-Insel.